# Run Saber
Run Saber är ett sidscrollande actionspel utvecklat av Horisoft och utgivet av Atlus till SNES 1993. 
Huvudfigurerna är Allen och Sheena, Run Sabers, som skall slåss för att rädda jorden. Spelet påminner om spelet Strider.

### Fotnoter
1. 1 2   Run Saber Release Information for Super Nintendo, GameFAQs, arkiverad från ursprungsadressen  den 14 maj 2014, https://web.archive.org/web/20140514221208/http://www.gamefaqs.com/snes/588637-run-saber/data, läst 14 maj 2014